# قداد فأري أفغاني
قداد فأري أفغاني (الاسم العلمي: Calomyscus mystax) هو نوع من الحيوانات يتبع جنس قداد فأري من فصيلة الفأرية.